# Jan Gałach
Jan Gałach (ur. 7 lipca 1984 w Katowicach) – polski skrzypek, kompozytor, aranżer.

## Życiorys

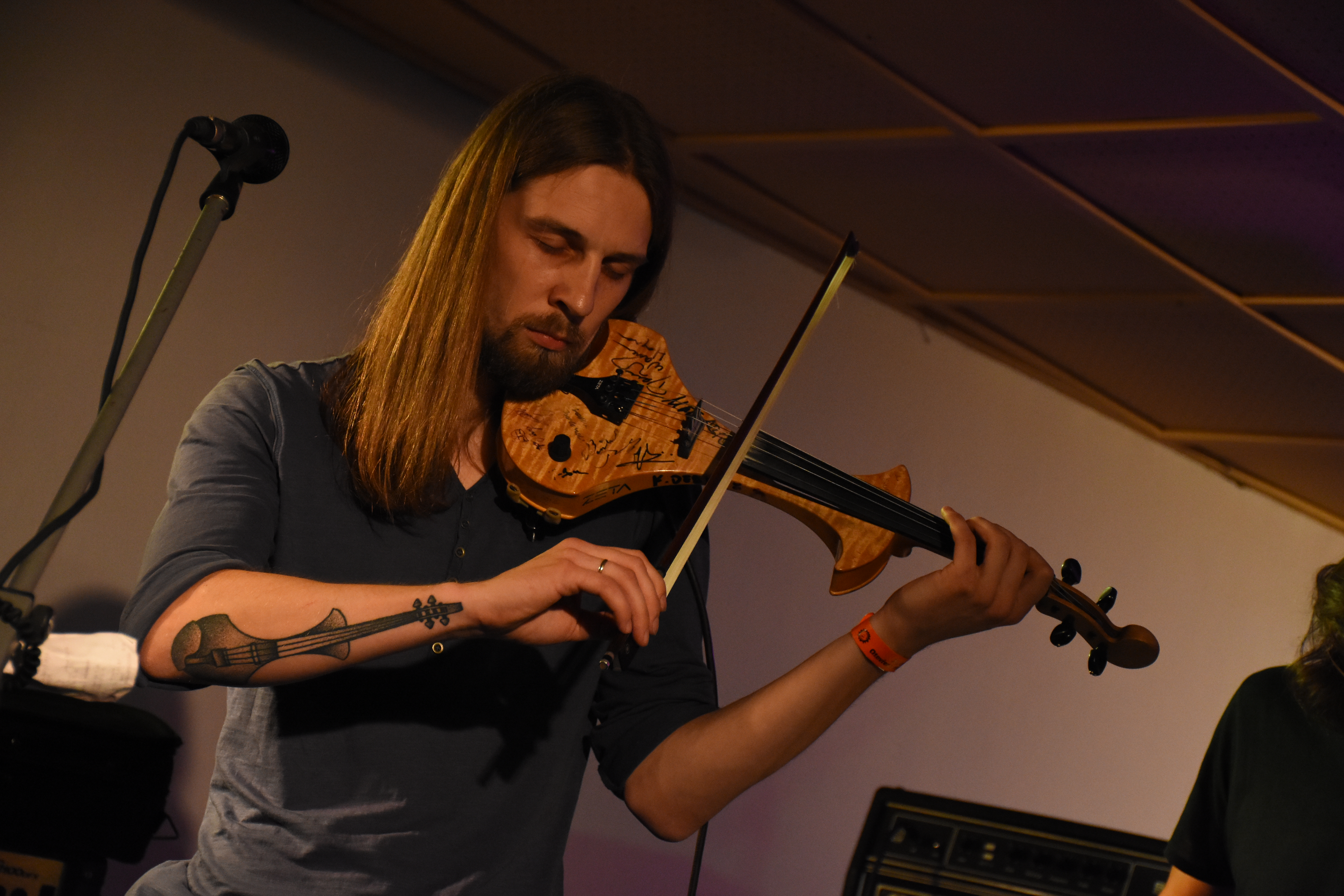
Jan Gałach (2015)

Absolwent Państwowej Szkoły Muzycznej im. K. Szymanowskiego w Katowicach.
W wieku 7 lat rozpoczął naukę w szkole muzycznej. Multiinstrumentalista grający na skrzypcach, cajonie i gitarze. Jako 15-latek zaczął uczęszczać na warsztaty bluesowe organizowane w klubie Leśniczówka, w którym od 2002 organizuje cyklicznie cieszący się wielkim powodzeniem „Koncert Świąteczny czyli Jan Gałach i Przyjaciele”.
W 2002 rozpoczął współpracę z zespołem Acoustic Travel koncertującym na ulicach i klubach w całej Polsce. Współpraca z zespołem zaowocowała nagraniem dwóch studyjnych płyt i trwa do dziś. W tym czasie Jan zaczął udzielać się sesyjne i dogrywać partie solowe dla wielu wykonawców i zespołów, m.in. Koniec Świata, Highway czy Joanna Pilarska. Lata 2005-2008 to współpraca z zespołem Cocotier i koncerty na wielu festiwalach ulicznych w Europie (m.in. Włochy, Austria, Szwajcaria).
Od 2006 skrzypek rozpoczął stałą współpracę z Martyną Jakubowicz. Znalazł miejsce w stałym składzie koncertowym oraz brał udział w nagraniu dwóch płyt studyjnych w 2008 i 2010. W międzyczasie założył własny zespół „Osły”, z którym występuje na znaczących festiwalach w Polsce i za granicą oraz nagrywa płytę The Donkeys - „Live in Studio”. W 2006 rozpoczął współpracę z zespołem Schau Pau Acoustic Blues. Tego samego roku nagrał z nimi płytę live.
W 2007 wygrał w ankiecie kwartalnika „Twój Blues”. Siedmiokrotny „Instrumentalista roku” w ankiecie czytelników kwartalnika „Twój Blues” w 2007, 2010, 2012, 2013,2014,2015 oraz 2016.
W 2009 Gałach wyjechał do Londynu. W tym czasie uczęszczał na liczne jam session w lokalnych klubach oraz koncertował z lokalnymi muzykami. W 2010 gościnnie pojawił się na płycie „Blues Dziewięciu” Arka Zawilińskiego oraz „Fishdick Zwei” Acid Drinkers. Okazjonalnie wystąpił u boku Martyny Jakubowicz i wziął udział w nagraniach studyjnych na płytę „Okruchy życia” formacji Żona Lota.
W 2011 powstał zespół The Jan Gałach Band, z którym koncertuje w kraju i za granicą.
W 2013 Gałach wydał swoją pierwszą autorską płytę „Jan Gałach and Friends”. Jesienią został zaproszony na gościnny występ grupy Planet of The Abts (sekcja Gov’t Mule). Zespół Gałacha The Jan Gałach Band wygrał w kategorii „Zespół Roku” w 2013 i 2014.
W 2014 wyjechał z własnym zespołem na International Blues Challenge w Memphis. W tym samym roku nagrał gościnnie z Kasą Chorych płytę „Orla” oraz „Kolory Bluesa” ze Śląską Grupą Bluesową.
W czerwcu gościnnie wystąpił z grupą Dżem z okazji 35-lecia istnienia zespołu. Jesienią tego samego roku rozpoczął współpracę z grupą Dżem. Pod koniec 2014 został zaproszony przez Leszka Windera do autorskiego projektu Czarny Pies.
W 2015 została wydana kolejna płyta autorska Macieja Balcara, gdzie Gałach dogrywał partie skrzypiec oraz uczestniczył w promującej tę płytę trasie koncertowej.

## Nagrody
- 2006 – Twój Blues, 4 miejsce w kategorii „instrumenty różne” i 5 miejsce w kategorii „odkrycie roku”
- 2006 – Ogólnopolskie forum „Okolice Bluesa”, 1. miejsce w kategorii „instrumenty różne” i 3 miejsce w kategorii „odkrycie roku”
- 2007 – Twój Blues, 1 miejsce w kategorii „instrumenty różne”
- 2007 – Ogólnopolskie forum „Okolice Bluesa”, 1 miejsce w kategorii „instrumenty różne”
- 2008 – Twój Blues, 3 miejsce w kategorii „instrumenty różne”
- 2008 – Ogólnopolskie forum „Okolice Bluesa”, 1 miejsce w kategorii „instrumenty różne”
- 2009 – Twój Blues, 2 miejsce w kategorii „instrumenty różne”
- 2009 – Ogólnopolskie forum „Okolice Bluesa”, 1 miejsce w kategorii „instrumenty różne”
- 2010 – Twój Blues, 1 miejsce w kategorii „instrumenty różne”
- 2010 – Ogólnopolskie forum „Okolice Bluesa”, 1 miejsce w kategorii „instrumenty różne”
- 2011 – Twój Blues, 2 miejsce w kategorii „instrumenty różne”
- 2011 – Ogólnopolskie forum „Okolice Bluesa”, 1 miejsce w kategorii „instrumenty różne”
- 2012 – Twój Blues, 1 miejsce w kategorii „instrumentalista roku”
- 2012 – Ogólnopolskie forum „Okolice Bluesa”, 1 miejsce w kategorii „instrumenty różne”
- 2013 – Twój Blues, 1 miejsce w kategorii „instrumentalista roku”
- 2014 – Twój Blues, 1 miejsce w kategorii „instrumentalista roku”
- 2015 – Twój Blues, 1 miejsce w kategorii „instrumentalista roku”
- 2016 – Ogólnopolskie forum „Okolice Bluesa”, 1 miejsce w kategorii „instrumenty różne”
- 2016 – Twój Blues, 1 miejsce w kategorii „instrumentalista roku”
- 2017 – Twój Blues, 1 miejsce w kategorii „instrumentalista roku”
- 2017 – Ogólnopolskie forum „Okolice Bluesa”, 1 miejsce w kategorii „instrumenty różne”
- 2020 – Twój Blues, 1 miejsce w kategorii „instrumentalista roku”
- 2023 – Twój Blues, 1 miejsce w kategorii „instrumentalista roku”

## Występy na festiwalach
- 2004 – Ferrara Buskers Festival (Ferrara, Włochy)
- 2005 – Przystanek Woodstock (Kostrzyn)
- 2005 – Buskers Bern (Berno, Szwajcaria)
- 2005 – Buskers Festival (Linz, Austria)
- 2005 – Colmurano Buskers Festival (Colmurano, Włochy)
- 2005 – Rybnik Blues Festiwal (Rybnik)
- 2005 – Novarra Street Festival (Novara, Włochy)
- 2006 – Ogólopolski Festiwal Piosenki Studenckiej (Wrocław)
- 2006 – Novarra Street Festival (Novara, Włochy)
- 2007 – Bies Czad Blues (Bieszczady)
- 2007 – Śląskie Brzmienie (Chorzów)
- 2007 – Jesień z Bluesem (Białystok)
- 2007 – Rybnik Blues Festiwal (Rybnik)
- 2007 – Olsztyńskie Noce Bluesowe (Olsztyn)
- 2007 – Novarra Street Festival (Novara, Włochy)
- 2007 – Bluestracje (Chorzów)
- 2007 – Buskers Festival (Limone Piemonte, Włochy)
- 2007 – Dzień Kotana (Warszawa)
- 2007 – Zakopiańska Noc Jazzowa (Zakopane)
- 2007 – Przystanek Woodstock (Kostrzyn)
- 2007 – Festiwal Bluesowo-Rockowy im. Miry Kubasińskiej „Wielki Ogień” (Ostrowiec Świętokrzyski)
- 2007 – Udisputed Peace Festival (Wrocław)
- 2007 – Colours of Ostrava (Ostrava, Czechy)
- 2007 – Koło Bluesa Festival (Koło)
- 2007 – Międzyzdrojski Non Srop (Międzyzdroje)
- 2008 – Rawa Blues Festiwal (Katowice)
- 2008 – Top Trendy (Sopot)
- 2008 – Punky Reggae Live (Kraków)
- 2008 – Festiwal Muzyczny im.Pawła Bergera (Kalisz)
- 2008 – Międzynarodowy Festiwal Polski
- 2008 – Bluestracje – Bues Top (Chorzów)
- 2008 – Festiwal Bluesowo-Rockowy im. Miry Kubasińskiej „Wielki Ogień” (Ostrowiec Świętokrzyski)
- 2008 – Zakopiańska Noc Jazzowa – Blues Top (Zakopane)
- 2008 – Novarra Street Festival (Novara, Włochy)
- 2008 – Blues na Skałce (Świętochłowice)
- 2008 – Mazurska Fiesta Jazzowa (Giżycko)
- 2008 – Olsztyńskie Noce Bluesowe (Olsztyn)
- 2008 – Jesien z bluesem (Białystok)
- 2008 – Festiwal Polskich Wideoklipów YACH FILM (Gdańsk)
- 2008 – Bies Czad Blues (Bieszczady)
- 2009 – Blues w Ostródzie (Ostróda)
- 2009 – Festiwal Muzyczny im.Pawła Bergera (Kalisz)
- 2009 – Festiwal Bluesowo-Rockowy im. Miry Kubasińskiej „Wielki Ogień” (Ostrowiec Świętokrzyski)
- 2009 – Torun Blues Meeting (Toruń)
- 2009 – Bies Czad Blues (Bieszczady)
- 2009 – Blues en Bougogne – Festival du Creusot (Le Creusot, Francja)
- 2009 – Bluesfestival auf dem Marktplatz (Karlsruhe, Niemcy)

## Nagrania tv
- Program muzyczny Top Trendy
- Program Kawa czy herbata?
- Emitowany koncert z zespołem Martyny Jakubowicz - „Dzień Kotana” (Warszawa)
- Emitowany koncert z zespołem Martyny Jakubowicz – przystanek Woodstock
- Emitowany koncert z zespołem Martyny Jakubowicz – Tylko Dylan (TVP Kultura)

## Nagrania Radiowe
- Radio Centrum (Kalisz) – wywiad i koncert
- Polskie Radio 3 – koncert z zespołem Martyny Jakubowicz
- Radio PiK – podczas trasy koncertowej z Oliverem Mally
- Polskie Radio 3 – koncert z zespołem Cztery Szmery
- Polskie Radio 3 – koncert z zespołem The Jan Gałach Band
- Polskie Radio 3 - koncert z Waglewski oraz Łęczycki
- Polskie Radio 3 - koncert z Willie and The Bandits

## Dyskografia
- 2003 Acoustic Travel (Acoustic Travel Band)
- 2005 Kundzia (Acoustic Travel Band)
- 2005 Kino Mockba (Koniec Świata)
- 2006 Live (Schau Pau Acoustic Blues)
- 2006 Ulica (Cocotier)
- 2007 Autostrada (Highway)
- 2007 Burgerbar (Koniec Świata)
- 2007 Live in Studio (Osły)
- 2008 Te 30. urodziny Martyna Jakubowicz
- 2009 Antologia polskiego bluesa (Schau Pau Acoustic Blues)
- 2010 15 Cree (Cree); DVD
- 2010 Blues Dziewięciu (Arek Zawiliński i Na Drodze)
- 2010 Blues (J.J.Band)
- 2010 Fishdick Zwei – The Dick Is Rising Again (Acid Drinkers)
- 2010 Okruchy życia (Martyna Jakubowicz)
- 2011 Live After Death (4 Szmery)
- 2011 Antologia polskiego bluesa (Jan Gałach Band)
- 2012 Hotel Polonia (Koniec Świata)
- 2012 Klenczon Legenda (kompilacja)
- 2013 Okolice Bluesa 100% Live (kompilacja)
- 2013 Something Good (Joanna Pilarska)
- 2013 Jan Gałach and Friends
- 2014 Orla (Kasa Chorych)
- 2014 Kolory Bluesa (Jan "Kyks" Skrzek i Śląska Grupa Bluesowa)
- 2014 Wspomnienie (Roman Wojciechowski)[2]
- 2015 Ruletka (Maciej Balcar)
- 2015 35 urodziny (Dżem)
- 2015 Jan "Kyks" Skrzek in Memoriam
- 2015 Heartbreaker (Cree)
- 2016 Kasa Chorych w Filharmonii (Kasa Chorych)[3]
- 2016 Kurza twarz (Roman Wojciechowski)[4]
- 2016 Czarny Pies (z I. Głykiem, M. Kielakiem, K. Ścierańskim, L. Winderem)
- 2017 Znaki (Maciej Balcar)
- 2017 Stories (Sounds like the end of the world)
- 2017 Jan Gałach Band
- 2018 Pociąg do piosenki (Krystyna Stańko)